# William Catesby
William Catesby Kt (1450 – 25 de agosto de 1485) foi um político inglês e um dos principais conselheiros de Ricardo III da Inglaterra. Também atuou como Chanceler do Tesouro e Orador da Câmara dos Comuns durante o reinado de Ricardo, no Parlamento de 1484. A riqueza medieval dos Catesby provinha da pecuária e o auge de suas conquistas políticas ocorreu durante sua carreira. Lutou na Batalha de Bosworth Field, a batalha mais importante da Guerra das Rosas, onde acabou capturado e morto em Leicester em 1485.

## História

Brasão dos Catesby

Filho de Sir William Catesby de Ashby St Ledgers, Northamptonshire (falecido em 1478) e de Philippa, filha e herdeira de Sir William Bishopston, ele foi treinado para exercer a advocacia no Inner Temple. Como aspirante a advogado, Catesby inicialmente progrediu a serviço de William, 1º Lorde Hastings. Ele se casou com Margaret, filha de William La Zouche, 6º Barão Zouche de Harringworth; o casal teve três filhos. Após a morte de seu pai, herdou muitas propriedades nas Midlands inglesas e foi agente fundiário de muitas outras. Ele foi membro do Conselho que governou durante o reinado de Eduardo V. Depois que Ricardo foi entronizado, Catesby foi um dos conselheiros mais próximos do rei Ricardo. Ele atuou como Chanceler do Tesouro e como Orador da Câmara dos Comuns inglesa durante o Parlamento de 1484, no qual atuou como cavaleiro do condado de Northamptonshire. Ele também recebeu uma concessão substancial de terras do rei, o suficiente para torná-lo mais rico do que a maioria dos cavaleiros.
Em julho de 1484, William Collingbourne, um agente da Tudor, colocou um poema de saque na Catedral de São Paulo, que menciona Catesby entre os três ajudantes do Rei Ricardo, cujo emblema era um javali branco:

The Catte, the Ratte and Lovell our dogge rulyth all Englande under a hogge.
(O cão aqui se refere ao símbolo heráldico de Lovell, um lobo.) O poema foi interpolado no filme Richard III, de 1955, uma adaptação para as telas da peça de William Shakespeare. Collingbourne foi enforcado, sorteado e esquartejado por essa e outras supostas atividades de traição.

### Captura e morte
William Catesby foi um dos dois conselheiros (sendo o outro Richard Ratcliffe) que supostamente disseram ao rei que o casamento com Elizabeth de York causaria rebeliões no norte. Catesby foi condecorado com a honraria de Knight Bachelor em 1483 e lutou ao lado de Ricardo na Batalha de Bosworth Field em 1485, mas acabou capturado. Sozinho entre os importantes, foi executado três dias depois em Leicester. A sugestão de que ele poderia ter feito um acordo com os Stanley antes da batalha vem de seu testamento, quando ele lhes pediu "que orassem por minha alma, como não o fizeram por meu corpo, pois confiei em vocês".
Após sua morte, suas propriedades foram em grande parte confiscadas por Henrique VII. Catesby foi sucedido por seu filho mais velho, George, a quem a sede da família em Ashby St Legers foi posteriormente restaurada. Robert Catesby, líder da Conspiração da Pólvora, foi um descendente linear seu.